# Міхалово (Слупецький повіт)
Міхалово (пол. Michałowo) — село в Польщі, у гміні Слупца Слупецького повіту Великопольського воєводства.